# ブンカニ州
ブンカニ州（ブンカニしゅう、フランス語：Région du Bounkani）はコートジボワール共和国北東部のザンザン地方北部の州。
州都はブナ (コートジボワール)。
2014年の人口は約26.7万人。

## 地理
コモエ国立公園が州の面積の半分以上(1万1090km2)を占める。
国立公園の領域はいずれの下位行政区画にも含まれない。
- 北：ブルキナファソ
- 東：ガーナ共和国
- 南:ゴントゴ州
- 南東：ハンボル州
- 西：チョロゴ州

## 行政区画
- Bouna
- Doropo
- Nassian
- Téhini